# Viola maximowicziana
Viola maximowicziana Makino – gatunek roślin z rodziny fiołkowatych (Violaceae). Występuje endemicznie w Japonii – na wyspach Honsiu, Sikoku i Kiusiu. 

## Morfologia
PokrójBylina dorastająca do 4–10 cm wysokości, tworzy kłącza.
LiścieBlaszka liściowa ma eliptycznie owalny kształt. Mierzy 2–4 cm długości oraz 1,8–2,8 cm szerokości, jest piłkowana na brzegu, ma sercowatą nasadę i ostry lub tępy wierzchołek. Ogonek liściowy jest nagi. Przylistki są owalnie lancetowate.
KwiatyPojedyncze, wyrastające z kątów pędów. Mają działki kielicha o lancetowatym kształcie. Płatki są odwrotnie jajowate, mają białą barwę oraz 8–10 mm długości, dolny płatek jest z purpurowymi żyłkami, posiada obłą ostrogę o długości 2-3 mm.

## Biologia i ekologia
Rośnie w lasach, na brzegach cieków wodnych i skarpach. 